# اتحاد غينيا الاستوائية لكرة القدم
تأسس اتحاد غينيا الاستوائية لكرة القدم في عام 1957 وانضم إلى الاتحاد الدولي لكرة القدم والاتحاد الأفريقي لكرة القدم في 1986.